# اقتصاد كلي غير متوازن
علم الاقتصاد الكلي غير المتوازن هو بحث يركز على دور عدم التوازن في الاقتصاد. بدأ دون باتينكين وروبرت كلاور وأكسل ليجونفود العمل في هذا المجال. اكتسب عملهم طابعًا رسميًا عند دراستهم نماذج عدم التوازن العامة والتي كانت مؤثرة جدًا في فترة السبعينيات. تخلى علماء الاقتصاد الأمريكيين غالبًا عن هذه النماذج في أواخر السبعينيات، لكن واصل علماء الاقتصاد الفرنسيون العمل ضمنه وطوروا نماذج الإصلاح.

## عدم توازن الاقتصاد الكلي
كانت نماذج التوازن هي القاعدة في النظرية الكلاسيكية الجديدة. وضعت الأجور القليلة في هذه النماذج البطالة في حالة توازن. تحدى دون باتينكين ومنظري عدم الاستقرار هذه النماذج فيما بعد. قال باتينكين أنَّ البطالة ناجمة عن اختلال التوازن. ركز كل من باتينكين وروبرت كلور وأكسل ليجونفود على دور عدم الاستقرار. قال كلور وليجونفود أنَّ عدم التوازن قد شكل جزءًا أساسيًا من نظرية كينز ويستحق المزيد من الاهتمام.
صاغ روبرت بارو وهيرشل غروسمان نماذج عدم التوازن العام، حيث كانت الأسواق الفردية مقيدة ضمن أسعار محددة قبل وجود توازن عام. أنتجت هذه الأسواق أسعارًا زائفة سببت اختلال التوازن. سقطت نماذج عدم التوازن في الولايات المتحدة بعد فترة وجيزة من عمل بارو وجروسمان، وتخلى بارو عن النظرية الكينزية واعتمدوا فرضيات كلاسيكية جديدة لتصفية السوق. ومع ذلك واصل كبار علماء الاقتصاد الأمريكيين العمل على نماذج عدم التوازن، منهم فرانكلين إم. فيشر من معهد ماساتشوستس للتكنولوجيا وريتشارد كاندت في جامعة برينستون وجون روبرتس في جامعة ستانفورد.

## عدم التوازن والبطالة
امتلكت نظم عدم التوازن الاقتصادية دورًا داعمًا فقط في الولايات المتحدة، وكان لها دور رئيسي في الاقتصاد الأوروبي وخصيصًا في أوروبا الناطقة بالفرنسية. درس جان باسكال بيناسي في عام 1975 وإيف يونس في عام 1975 نماذج الاقتصاد الكلي بأسعار ثابتة في فرنسا. وتوسع البحث في نظم عدم التوازن الاقتصادية مع عودة البطالة الجماعية إلى أوروبا الغربية في السبعينيات. أثرت هذه النظم الاقتصادية أيضًا على النقاشات السياسة الأوروبية، وخصيصًا في فرنسا وبلجيكا. توسع علماء الاقتصاد الأوروبيون مثل إدموند مالينفود وجاك دريز بدراسة تقاليد عدم التوازن وفسروا جمود الأسعار بدلًا من التسليم للفرضيات ببساطة.
استخدم مالينفود تحليل عدم التوازن لتطوير نظرية البطالة. وقال إنَّ عدم التوازن في أسواق العمل والسلع يمكن أن يؤدي إلى تقنين البضائع والعمالة، مما يؤدي بدوره إلى البطالة. تبنى مالينفود إطار سعر ثابت وجادل بأن التسعير سيكون جامدًا في الأسعار الصناعية الحديثة مقارنة بأنظمة التسعير المرنة نسبيًا للسلع الخام التي تهيمن على الاقتصادات الزراعية. في دراسات مالينفود: كانت الأسعار ثابتة والكميات فقط متغيرة. رجح مالينفود حدوث حالة التوازن في البطالة الكلاسيكية والكينزية.

## قطاعات اقتصادية محددة

### أسواق الائتمان
يمكن أن يحدث التقنين الائتماني غير المتوازن لسببين. في حالة وجود قوانين الفوائد: إذا كان سعر الفائدة المتوازن على القروض أعلى من المعدل المسموح به قانونًا لا يمكن للسوق أن يستقر، وستتجاوز كمية الائتمان المطلوبة كمية الائتمان المقدمة.
هناك طريقة أفضل لتقنين الائتمان من خلال فكرة أنَّ ارتفاع أسعار الفائدة يمكن أن يزيد من خطر تخلف المقترض عن السداد، مما يجعل المُقرض مترددًا في الإقراض بأسعار فائدة عالية.

### أسواق العمل
إنَّ أسواق العمل عرضة لجمود الأسعار لأن البشر هم الذين يتعاملون معها، وقد تعرقل القوانين أو القيود الاجتماعية المصممة لحماية هؤلاء الأشخاص تغيرات السوق. تشمل هذه القيود قيودًا على هوية أو عدد الأشخاص الذين يمكن تسريحهم ومتى (مما يمكن أن يؤثر على كل من عدد حالات التسريح من العمل وعدد الأشخاص الذين توظفهم الشركات المعنية بالقيود)، والقيود المفروضة على تخفيض الأجور عندما تواجه الشركات انخفاضًا في الطلب على منتجاتها، وعلى عقود العمل طويلة الأجل محددة الأجور بشكل مسبق.